# Pianosonate nr. 18 (Mozart)
Pianosonate nr. 18 in D-majeur, KV 576, is een pianosonate van Wolfgang Amadeus Mozart. Het stuk, dat hij in 1789 schreef, is circa 15 minuten lang.

## Onderdelen
De sonate bestaat uit drie delen:
- I Allegro
- II Adagio
- III Allegretto

### Allegro
Dit is het eerste deel van de sonate. Het stuk heeft een 6/8-maat en staat in D-majeur.

### Adagio
Dit is het tweede deel van de sonate. Het stuk heeft een 3/4-maat en staat in A-majeur. Het deel eindigt met een stijgende en dalende lijn van staccato 32ste noten.

### Allegretto
Dit is het derde en laatste deel van de sonate. Het stuk heeft een 2/4-maat en staat in D-majeur.